# Лога (департамент)
Лога (фр. Loga) — департамент в регионе Досо в Нигере.

## География

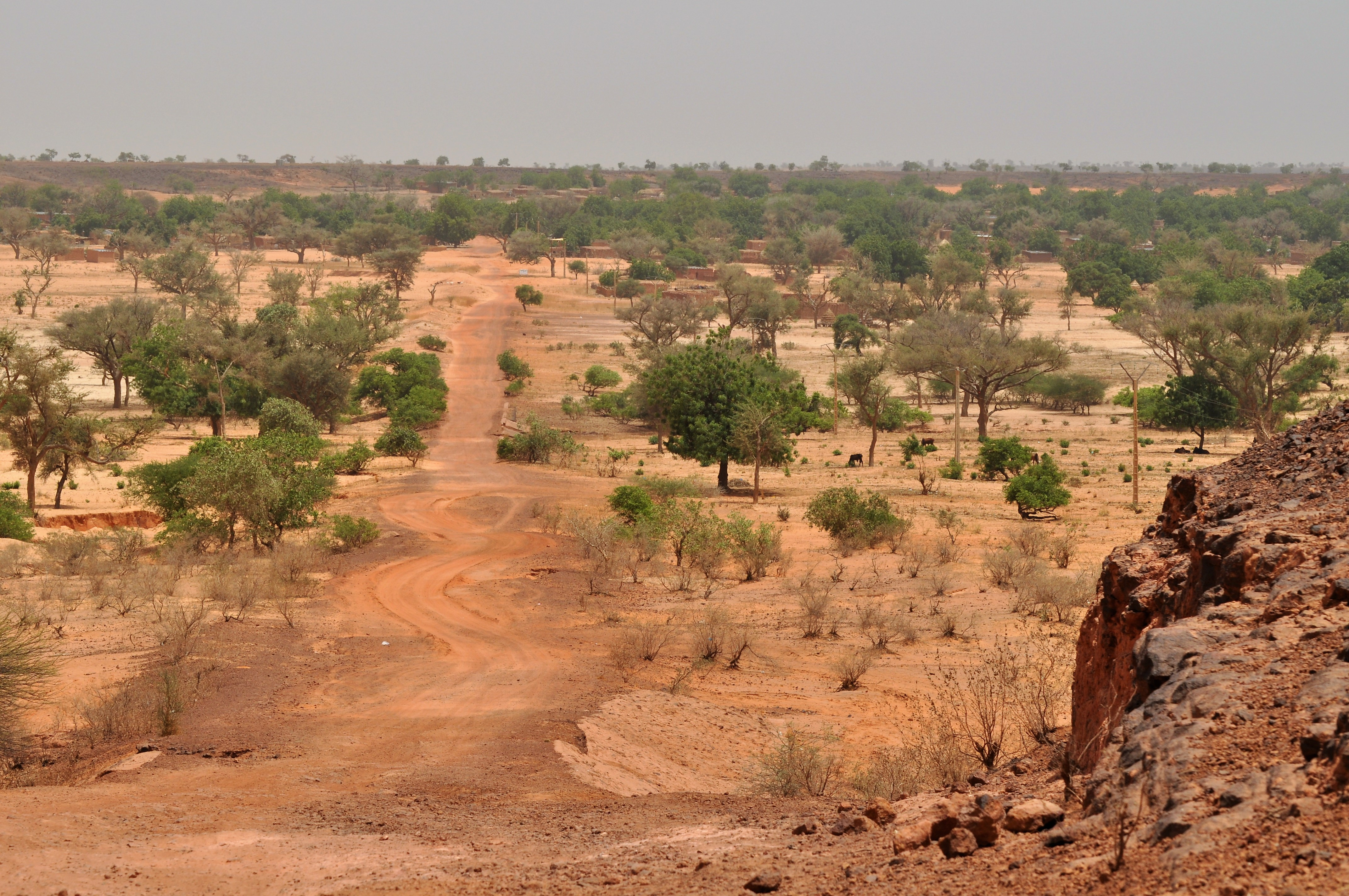
Нациольнаное Шоссе N14 в департаменте Лога

Департамент расположен на юго-западе страны. На востоке граничит с департаментом Догондучи, на юге — с департаментом Досо, на западе и юго-западе — с департаментом Бобойе. Также граничит с регионом Тиллабери на севере. 
Департамент состоит из городской коммуны Лога и сельских коммун Фалвель и Сокорбе. Административный центр — город Лога.

## История
После того, как Нигер получил независимость в 1960 году, его территория была разделена на 32 района. Одним из них был район Лога.  В 1964 году в стране прошла административная реформа, вследствие которой Нигер был разделён на 7 департаментов и 32 арондисмана. В ходе этого район Лога был преобразован в арондисман Лога.
В 1998 году все арондисманы Нигера были преобразованы в департаменты, каждый из которых возглавил префект, назначенный Советом министров, и арондисман Лога стал департаментом Лога в составе региона Досо. До 2002 года департамент состоял из города Лога и кантонов Губей, Фалвель и Сокорбе, которые потом были преобразованы в коммуны.

## Население
Согласно переписи 2001 года, население департамента составляло 133 928 человек. В 2012 году оно составило 175 543 человека.

## Власть
Главой департамента является префект, который назначается Советом министров по указу министра внутренних дел.
| Период                          | Имя                |
| ------------------------------- | ------------------ |
| …                               |                    |
| до 21 августа 2009              | Ассакалей Харуна   |
| 21 августа 2009 — 3 июня 2011   | Сейду Сулей        |
| 3 июня 2011 — 4 декабря 2013    | Мару Ассан ли Кубу |
| 4. декабря 2013 — 23 марта 2017 | Абдулайе Джемаре   |
| 23 марта 2017 — 13 марта 2020   | Ибрагим Малик      |
| 13 марта 2020 — 8 ноября 2021   | Иссуфу Дандали     |
| с 8 ноября 2021                 | Яру Мару           |